# Prosthechea guttata
Prosthechea guttata là một loài thực vật có hoa trong họ Lan. Loài này được (Schltr.) Christenson mô tả khoa học đầu tiên năm 2003.